# Colosseum (Bergedorf)
Das Colosseum in Hamburg-Bergedorf war eine große Veranstaltungshalle im italienischen Viertel.

## Geschichte
Das Gebäude wurde 1842 im neoklassizistischen Stil erbaut. Es verfügte über einen großen Saal, der für Tanzveranstaltungen, Theateraufführungen und auch politische Veranstaltungen genutzt wurde. 1953 wurde es zu Kino Kurbel Bergedorf mit 543 Plätzen umgebaut, das bis 1969 in Betrieb war. 
1984 wurde es abgerissen und mit einem Parkhaus überformt.